# 4263 Abashiri
4263 Abashiri este un asteroid din centura principală, descoperit pe 7 septembrie 1989 de Kazuro Watanabe și Masayuki Yanai.